# Gaua
Gaua (früher Santa Maria) ist eine Vulkaninsel, die zum Archipel der Banks-Inseln des pazifischen Inselstaates Vanuatu gehört. Sie  liegt in der Nähe der Santa-Maria-Störungszone. Die Insel hat einen Durchmesser von 20 km und eine Fläche von 328,2 km²; der 797 Meter hohe Schildvulkan zählt zu den aktivsten Vulkanen des Archipels.
Am Gipfel des Vulkans befindet sich eine 6 mal 9 Kilometer große Caldera, die 700 Meter tief ist und in der sich ein Kratersee namens Lake Letas gebildet hat. Der größte und aktivste der Intra-Caldera-Vulkane in diesem See ist der Mount Garat. Er liegt im südwestlichen Teil des Sees am Ufer und reicht ein Stück in ihn hinein.
Seit Ende 2009 mehren sich die Anzeichen für einen größeren Ausbruch auf Gaua. Zeitweise wurden 3000 Inselbewohner evakuiert. Kleinere Eruptionen förderten Aschewolken, die bis zu 3 km Höhe aufstiegen. Dabei wurden auch strombolianische Explosionen beobachtet.

## Dörfer und Sprachen
In den Dörfern der Insel werden unterschiedliche Sprachen gesprochen, je nachdem, von welchen Inseln der Umgebung die Bewohner mal zugewandert sind.
Gaua oder Gog wird in Lomasarig (Namasarig), Lembot, Nume und Tarasag von 120 Menschen gesprochen. Die Dörfer südlich davon, nämlich Lemanman, Tuvrat und Lambal sind von Zuwanderern der dichtbevölkerten Inseln Merig and Mere Lava bewohnt. In den südlich gelegenen Dörfern Dorig und Kweteon (Wetamut) wird Dorig von 70 Menschen gesprochen, das verwandt ist mit Koro und Lakona. Koro (nahe verwandt mit Dorig) wird in den weiter westlich an den Südküste gelegenen Dörfern Koro und Mekeon (Biam) von rund 70 Menschen gesprochen. Die weniger verwandte Sprache Lakona(Lakon) wird von rund 80 Menschen an der Westküste in den Dörfern Kwetegavig, Dulav (Kwetevut) und Ontar gesprochen.